# Zied Jebali
Zied Jebali (tiếng Ả Rập: زياد الجبالي) (sinh ngày 28 tháng 6 năm 1990) là một cầu thủ bóng đá người Tunisia, hiện tại thi đấu cho Étoile du Sahel và Đội tuyển bóng đá quốc gia Tunisia.

## Sự nghiệp quốc tế
Jebali có màn ra mắt cho Tunisia ngày 26 tháng 1 năm 2016, vào sân từ ghế dự bị trước Niger.